# سیارک ۳۸۲۶۹
سیارک ۳۸۲۶۹ (به انگلیسی: 38269 Gueymard، نامگذاری:1999RN33) سی و هشت هزار و دویست و شصت و نهمین سیارک کشف شده‌است که در ۱۰ سپتامبر ۱۹۹۹ کشف شد.